# Fighter Pilot (игра, 1983)
Fighter Pilot (с англ. — «Пилот истребителя») — компьютерная игра в жанре авиационного симулятора, разработанная Дэйвом Маршаллом и выпущенная британской компанией Digital Integration в 1983 году. Игра первоначально вышла на ZX Spectrum, позднее были выпущены версии для Commodore 64, Amstrad CPC и 8-битных компьютеров семейства Atari.

## Игровой процесс
В Fighter Pilot под управлением игрока находится истребитель F-15 Eagle, разработанный компанией McDonnell Douglas и оборудованный парой двигателей F100-PW-100. Геймплей ориентирован на реалистичную симуляцию полёта и включает набор учебных и боевых заданий.
Игровой процесс представлен несколькими режимами, среди которых отработка посадки, лётная подготовка, боевые миссии и упражнения по посадке по приборам. В ходе боевых миссий игрок должен перехватывать вражеские самолёты, атакующие четыре наземные базы, используя РЛС и бортовой компьютер для обнаружения противника, определения его целей и расчёта курса перехвата. Враги вступают в бой с самолётом игрока при сближении на расстояние до 1 мили и при разнице в высоте до 5000 футов. Полученные повреждения отмечаются на радаре изменением цвета символа самолёта, при этом четыре прямых попадания приводят к уничтожению истребителя игрока и завершению игры. Если игрок отдаляется от самолёта противника, прекращая бой, последний продолжает полёт к намеченным целям, что может привести к уничтожению авиабаз.
Виртуальная кабина пилота представлена комплексом пилотажных приборов. В левой части находится радиолокационный компас для определения положения противника, отмечаемого мерцающими точками. Бортовой компьютер помогает определить высоту противника и облегчает процедуру посадки. Игроки также может вывести на экран карту местности для определения своего положения или позиции вражеских самолётов во время боя. Также присутствуют авиагоризонт, показывающий углы крена и тангажа, указатель воздушной скорости, высотомер, вариометр, отображающий скорость набора высоты, и индикатор тяги с указателем работы форсажа. Также представлена система посадки по приборам (ILS), индикатор уровня топлива и радионавигационная система.
В игре предусмотрена настройка сложности (которая варьируется от новичка до аса), а также возможность добавления бокового ветра и турбулентности, усложняющих пилотирование.

### Управление
Игра предлагает различные варианты управления: как с помощью клавиатуры, так и с использованием джойстиков стандартов Kempston, Sinclair и AGF/Protek. Управление самолётом — тягой, закрылками, шасси и вооружением — осуществляется отдельными клавишами или движениями джойстика.

## Графика
Визуальное оформление выполнено в лаконичном стиле с синим небом и зелёной поверхностью земли. На взлётно-посадочных полосах присутствуют осевые линии, указатели расстояния и огни в конце полосы, которые служат ориентирами при посадке.

## Разработка
Для достижения максимальной производительности на ZX Spectrum Fighter Pilot была написана с использованием машинного кода. Благодаря тому, что Маршалл имел опыт в испытании военных самолётов и создании профессиональных авиационных симуляторов, в игре была реализована реалистичная модель полёта.

## Восприятие
| Иноязычные издания | Иноязычные издания |
| Издание            | Оценка             |
| ------------------ | ------------------ |
| Crash              | 86%                |
| CVG                | 32/40 (C64)        |
| Your Computer      | [ 2 ]              |

Игровая пресса встретила Fighter Pilot преимущественно положительными рецензиями. В основном критики отмечали реалистичность игрового процесса и глубину симуляции. Журнал Computer and Video Games охарактеризовал игру как «точную симуляцию… того, каково это — управлять реактивным истребителем». Crash назвал Fighter Pilot «определённо лучшим симулятором для ZX Spectrum на данный момент и одним из самых захватывающих в игровом плане».
Британский журнал Your Computer высоко оценил детализированную приборную панель кабины и убедительные визуальные эффекты Ряд рецензентов указывал на необходимость освоения управления, а журнал Computer and Video Games прямо заявил, что «это не тот случай, когда можно загрузить игру и сразу же начать играть».
Графическое оформление игры получило в целом положительные отзывы. Обозреватели Crash положительно отозвались о детализированной графике, включая как основные игровые элементы, так и отображение приборов. Рецензент Computer and Video Games, похвалив улучшенную графику и звук в версии для Commodore 64, посчитал, что приборы могли бы быть крупнее, а также раскритиковал «ужасную» музыку на экране загрузки.
Рецензенты положительно отозвались о скорости игрового процесса, однако мнения касательно управления разделились: так, в обзоре журнала Crash указывалось на «небольшое запаздывание» при управлении.